# Rouleina attrita
Rouleina attrita es un pez de la familia Alepocephalidae. Suele habitar las aguas profundas, entre 450 y 2300 metros de profundidad. Su distribución es circumglobal, ampliamente distribuido en el Atlántico, la mayoría de las crestas submarinas del océano Índico, Subantártico, Pacífico norte y Pacífico occidental y oriental tropical.